# Agréau
L'Agréau ou  le Four est une rivière du département de l'Yonne en Bourgogne-Franche-Comté et un affluent du Branlin, donc un sous-affluent de la Seine par l'Ouanne et le Loing.

## Parcours
De 24,1 km de longueur dirigé généralement vers le nord, il prend source à 257 m d'altitude près de Saint-Fargeau,
dans le coin sud-ouest de la commune de Mézilles contigu aux communes de Ronchères et Saint-Sauveur.

Deux branches en sont à l'origine. L'une vient de l'ensemble des quatre étangs du bois Cornu, et parcourt 1,4 km avant de s'unir à l'autre branche de 1,3 km qui, elle, naît de l'étang de 3 ha entre les lieux-dits le Grand Bois et le Ferrier Cadu. Il est probable que les deux étangs proches de l'étang du Ferrier Cadu contribuent aussi à l'Agréau. Ces deux branches se réunissent juste avant d'alimenter l'étang des Fous, près des Petits Arreaux. 

Il parcourt ensuite 2 km avant d'atteindre la limite de communes avec Saint-Fargeau, un trajet durant lequel il reçoit deux petits rus en rive gauche, le premier venant de l'étang du bois des prés et le deuxième du bois des Bardières. Puis il sert de limite de communes avec Saint-Fargeau sur 1,4 km avant de passer sur le territoire de cette dernière en quittant la commune de Mézilles.
Il côtoîe l'étang de l'Abîme sur la commune de Champignelles.
Il se jette dans le Branlin en rive gauche à Malicorne, 152 m d'altitude entre les deux lieux-dits les Frelats et la Grenouille.

### Communes et cantons traversés
L'Agréau traverse six communes et trois cantons de l'Yonne : 

Mézilles (sources) ~ Saint-Fargeau ~ Tannerre-en-Puisaye ~ Villeneuve-les-Genêts ~ Champignelles ~ Malicorne (confluence).
En termes de cantons, l'Agréau prend source dans le canton de Saint-Fargeau, traverse le canton de Bléneau et conflue dans le canton de Charny.

### Bassin versant
L'Agréau traverse une seule zone hydrographique « Le Branlin de sa source au confluent de l'Ouanne (exclu) » (F414) de 253km2 de superficie. Ce bassin versant est constitué à 66,55 % de « territoires agricoles ».

## Affluents
L'Agréau a quatre affluents ou plus exactement un affluent et trois bras :
- le ru de Septfonds (rg[note 1]) 10,8 km sur les quatre communes de Saint-Fargeau, Ronchères, Moutiers-en-Puisaye, Villeneuve-les-Genêts avec deux affluents :
  - le ru des Foltiers (rg) 3,1 km sur les deux communes de Saint-Fargeau, Ronchères, et qui prend source aux Étangs de la Mouillardière ;
  - le ru de la Moullardière (rg) 1,9 km sur la seule commune de Saint-Fargeau, qui prend source à l'Étang des Foltiers ;
- un bras de l'Agréau 1,1 km sur la commune de Villeneuve-les-Genêts ;
- un bras de l'Agréau 0,6 km sur la commune de Champignelles ;
- un bras de l'Agréau 0,7 km sur les communes de Malicorne et Champignelles.

Donc le rang de Strahler est de trois.

## Écologie

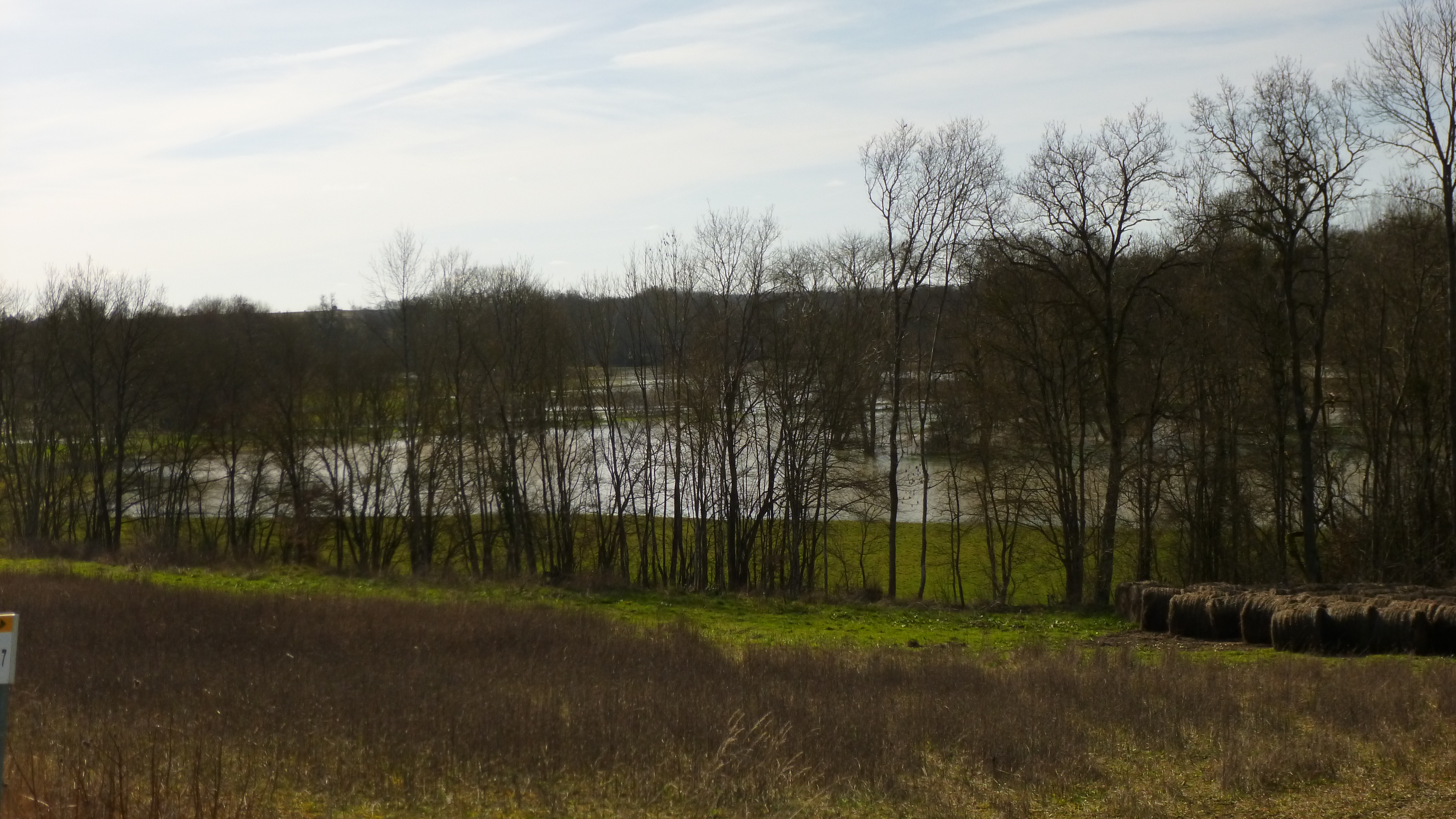
Confluence avec le Branlin, fév. 14 : tout le fond de vallée inondé

La confluence de l'Agréau avec le Branlin est incluse dans la ZNIEFF de la vallée du Branlin de Saints à Malicorne. Cette ZNIEFF totalise 2 464 ha répartis sur 8 communes. Elle vise également les habitats d'eaux courantes (milieu déterminant), et on retrouve les mêmes habitats que pour la ZNIEFF de la vallée de l'Ouanne de Toucy à Douchy sauf pour les prairies améliorées qui sont remplacées par des prairies humides et mégaphorbiaies. Elle vise particulièrement les habitats d'eaux courantes (milieu déterminant) ; on y trouve aussi des tourbières, marais, prairies améliorées, cultures et bocages.